# Ed Daniel
Edward Lee Daniel, detto Ed (Birmingham, 13 giugno 1990), è un cestista statunitense.

## Carriera
Disputa l'intera carriera universitaria nel college di Murray State, dove chiude l'ultima stagione da senior in doppia doppia di media: 13.1 punti in 29 minuti di utilizzo con 10 rimbalzi e 1,5 stoppate.
Esordisce tra i professionisti in Serie A, nella stagione 2013-14, con la maglia di Pistoia, con la quale raggiunge i quarti di finale playoff.
Il 21 luglio 2014 si trasferisce alla Pallacanestro Varese.
Il 12 febbraio 2015, dopo aver lasciato Varese, firma con la Vanoli Cremona.
Il 22 giugno 2015 scende di categoria, firmando con la neopromossa Fortitudo Bologna in Serie A2.
Il 27 agosto 2018 firma con il Rethymno Cretan Kings. Tuttavia viene svincolato dal club il 26 settembre e immediatamente si unisce al Peristeri club greco, con un contratto firmato di due mesi, esteso poi fino a fine stagione.
Il 4 luglio 2019 fa ritorno dopo tre anni alla Fortitudo Bologna, questa volta militando in Serie A.